# Luiz Coronel
Luiz Coronel (Bagé, 16 de julho de 1938) é um escritor, compositor e publicitário brasileiro.
É cidadão emérito das cidades de Porto Alegre e de Piratini.

## Início profissional
Chegando de Bagé para estudar direito e filosofia na UFRGS, procurou custear seus estudos vendendo polígrafos á porta dos cursos de pré-vestibular.
A convite do diretor do curso Mauá "sobe doze andares" e torna-se professor de história e literatura, aos 19 anos.
Em 1961 teve seu primeiro emprego, como vendedor de polígrafos de cursinho pré-vestibular. Seu primeiro trabalho na área da propaganda foi como redator na agência Vox Publicidade, em 1963. Após concluir o curso de Direito, exerceu magistratura no Rio Grande do Sul, de 1965 a 1970. Foi professor de História e Literatura em cursinhos pré-vestibulares, além de ministrar a disciplina de Teoria Geral do Estado na Faculdade de Ciências Jurídicas, por doze anos.
Entre 1965 a 1970 exerceu a magistratura em comarcas gaúchas. A condição de homem de criação é simultânea as demais atividades profissionais que tenha exercido. O escritor e compositor se impõe sobre as demais profissões. 

## Atuação como publicitário
Em 1971, fundou a Êxitus Publicidade, com Plínio Monte e Ricardo Campos, atuando como diretor de criação da agência até 1999. Neste mesmo ano fez sociedade com os publicitários Alberto Freitas e Roberto Philomena, fundando a Agência Matriz. Pode-se dizer que tenha sido um criador de linguagens. Na Rádio Continental os textos de humor crítico em relação aos "anos de chumbo". Tem-se como verdadeiro criador de uma linguagem afetiva e poética com a qual consolidou a propaganda e a imagem do grupo Zaffari.
Atualmente é diretor institucional da Agência Matriz.
Foi presidente do Festival Mundial de Propaganda (1996), presidente da Associação Latino-Americana de Propaganda - Nacional (1999), presidente da Associação Latino-Americana de Propaganda – Internacional (2001-2005) e é atual presidente emérito da Associação Latino-Americana de Propaganda.

## Atuação como Palestrante
Inúmeras são as palestras sobre uma diversidade de temas realizadas pelo escritor.Sobre os temas:comunicação contemporânea, globalização, Literatura, consciência e encantamento, o desejo, o erotismo, a mobilidade conceitual da justiça, Brasil, Revolução Farroupilha,são alguns dos temas abordados. A condição de presidente institucional da ALAP, viabilizou palestras em Paris, Florença, Lisboa, Buenos Aires, afora festivais e encontros publicitários no Brasil.

## Atuação como Patrono em feiras do livro
Em 2012 foi patrono da feira do livro de Porto Alegre, somando-se hoje mais de vinte cidades que o elegeram patrono de suas feiras do livro.

## Atuação como compositor
Sua obra principal localiza-se dentro da temática regional Gaúcha. Integrou o momento glorioso da música regional reconhecido como marco da reformulação de linguagem de nossa MPG. São deste período os Cantos de Gaudêncio 7 luas e Cantos de Leontina das Dores.
Os 10 Cantos de Leontina das Dores, um verdadeiro balé sobre a alma da mulher gaúcha, presentemente estão sendo gravados por Fafá de Belém, sob a regência do maestro Evandro Mattê. A obra regional do autor está sendo organizada no CD-book "Memoráveis Parcerias"
Participou do Festival MPB Shell em 1981 com a música "Estamos aí", gravada posteriormente por Berê num compacto pela gravadora Copacabana. 
É autor de músicas regionalistas, tais como:
- Amanhã será setembro, com Mario Barbará, vencedora no 16º Reponte da Canção (São Lourenço do Sul, 2000)
- Canto de morte de Gaudêncio Sete Luas, com Marco Aurélio Vasconcellos, vencedora da 3º Califórnia da Canção Nativa (Uruguaiana, 1973)
- Cordas de espinhos[ligação inativa] (com Marco Aurélio), gravada pela Fafá de Belém
- "Dez cantos de Gaudêncio 7 luas", composições em parceria com Marco Aurelio Vasconsellos.
- Desvalidos[ligação inativa], com Celso Bastos;
- Desterrados[ligação inativa], com Lenin Nuñez;
- Esporas do vento, com Lenín Nuñez, vencedora no 10º Moenda da Canção (Santo Antônio da Patrulha)
- Gauchônia
- Gaudêncio Sete Luas[ligação inativa], com Marco Aurélio Vasconcellos;
- Guitarreio Para Um Guitarrista, com Marco Aurélio Vasconcellos;
- O campo não sonha, floresce, com Lenín Nuñez, vencedora no 13º Reponte da Canção (São Lourenço do Sul, 1997)
- O ferido coração da América[ligação inativa], com Sérgio Rojas, vencedora no 6ª Moenda da Canção Nativa[2];
- O pai (com Lenín Nuñez), vencedora no 14º Reponte da Canção (São Lourenço do Sul, 1998)
- Pilchas, com Airton Pimentel. Foi gravada por Joca Martins e por Leopoldo Rassier[nota 1].
- Remembrança
- Terra, sol e mar (com Haroldo Magi)
- Na MPB tem como parceiros Geraldo Flach, Jerônimo Jardim, Zé Caradípia, Renato Teixeira, Sergio Rojas. Suas parcerias abrangem 35 compositores.

## Atuação como escritor
Com mais de 70 obras,  recebeu prêmios no Brasil, Espanha e México (Prêmio Nacional de Poesia, MEC 1973, com a obra Mundaréu) e tem edições traduzidas para o inglês e alemão. Desde 1996, publica semanalmente poemas na seção "Arte & Agenda" do jornal Correio do Povo. Em 2011, foi candidato a Patrono da 57ª Feira do Livro de Porto Alegre. Podemos dividir sua definição enquanto escritor, na produção da Coleção Dicionários, projeto de sua criação para o Grupo Zaffari, atualmente em sua 12º edição. Cada um dos dicionários envolve 42 profissionais. Dentre os autores dicionarizados estão William Shakespeare, Machado de Assis, Gabriel García Mârques, Mario Quintana, Fernando Pessoa, Carlos Drummond de Andrade, Erico Veríssimo, Guimarães Rosa, Luis Fernando Veríssimo, Miguel de Cervantes, Clarice Lispector.
A série de livros infantis "coleção esquilo" chega a sua sétima edição, brevemente atingindo cem mil exemplares distribuídos nas feiras do livro infantil, feira do livro de Porto Alegre, ônibus da Carris, no dia da criança. 
"A Comédia Gaúcha" é um projeto á moda Bocaccio, ou seja o anedotário popular interiorano e campesino do Rio Grande do Sul escrito com zelo literário, como o fizeram Simões Lopes Neto, Elvo Piccoli e tantos outros contadores de causos.

### Algumas obras
- 1973 - Mundaréu – Editora Garatuja
- 1978 - Pensamentos Azuis – Editora Garatuja
- 1981 - Buçal de Prata – Editora Tchê
- 1984 -  Os Retirantes do sul - Editora Movimento
- 1987 - Os Cavalos do Tempo – Editora Tchê
- 1987 - Lunarejo - Editora Tchê
- 1988 - Cinco Ensaios Incontidos - Editora Tchê
- 1991 - Baile de Máscaras - Editora Tchê
- 1993 - Pirâmide Noturna – Editora Tchê
- 1994 - Clássicos do Regionalismo Gaúcho - Editora Tchê
- 1997 - Um Girassol na Neblina – Exitus Editora
- 1999 - Álbum de Retratos – WS Editor
- 2000 - Poemas de Natal – textos, ilustrações e CD - Mecenas Editora
- 2000 - O Legado das Missões – Fotografias - WS Editor
- 2001 - Coração Farroupilha – edição luxo com CD – Mecenas Editora
- 2001 - Concerto de Cordas - Antologia Poética de Luiz Coronel – Imago Editora/RJ
- 2001 - Amor Seja Lá como For – L&PM Editores
- 2003 - Sabores de Uma Grande História, com César Guazelli.
- 2004 - Um País no Coração Mecenas Editora
- 2005 - Um Querubim de Pantufas – Mecenas Editora
- 2006 - Vinte Poemas de Amor e uma Balada Indagativa – Mecenas Editora
- 2007 - Recreio da segunda infância - Mecenas Editora
- 2009 - Palmas para o teatro - Mecenas Editora
- 2009 - Retratos da terra - Mecenas Editora
- 2010 - Quirelas e cintilações - Mecenas Editora
- 2011 - O Mar - Mecenas Editora
- 2012 - A esperança e o desalento, poesia social de Luiz Coronel - Mecenas Editora
- 2012 - Dicionário Amoroso de Luiz Coronel - Mecenas Editora
- 2013 - Luiz Coronel, Um cronista inesperado - Mecenas Editora
- 2014 - Amar o mar - Mecenas Editora no prelo
- 2015 - A Revolução Farroupilha - Mecenas Editora - Ilustração Danúbio Gonçalves
- 2016 - A geração Polegar - Mecenas Editora - "Crônicas envolvendo,sombras e luzes sobre o ano inquietante"

- Coleção Esquilo

1998 - Ave fauna,recebeu prêmio da revista mexicana Plural
2010 - A eleição dos animais
2011 - Declaração Universal dos Direitos Animais, com capa e ilustrações do colombiano Pedro Lopes
2012 - O Dia da inauguração do Mundo
2013 - Saturnino desce ao pampa 5° volume
2014 - Negrinho do Pastoreio
2015 - Dom Quixote, memórias de um cavaleiro andante
2016 - Venturinha, o amigo do vento
- 1997 - Portfólio Poético e Documental do Rio Grande do Sul

Volume 1 - Porto Alegre que Bem Me Faz o Bem que Te Quero
Volume 2 - Cidades Gaúchas
Volume 3 - Pampa Gaúcho, a Terra e o Homem
- Projetos Especiais
- Canção Chama Crioula, Comercial de TV para Comemoração da Semana Farroupilha. Autores Luiz Coronel e Sérgio Rojas - Cliente: Rede Record
- Canção Coração Farroupilha, Projeto Celebração Semana Farroupilha, em cd/brinde e Comercial de tv - Autores Luiz Coronel e Sérgio Rojas - Cliente: Grupo Zaffari.
- CD encartado O Gato Escarlate - Causos Gaúchos e relatos interioranos - A comédia gaúcha - autor Luiz Coronel – trilha Sérgio Rojas - Cliente: Grupo Zaffari.
- CD encartado Cavalo Verde - autor Luiz Coronel – trilha Sérgio Rojas - Cliente: Grupo Zaffari.
- CD encartado Poemas de Natal com locução do ator Paulo Goulart - autor Luiz Coronel – trilha Sérgio Rojas - Cliente: Grupo Zaffari.
- CD encartado Mário Quintana, 100 anos, por Luiz Coronel, locução do ator Paulo José – trilha Sérgio Rojas - Cliente: Grupo Zaffari.
- CD encartado Dicionário Érico Veríssimo, por Luiz Coronel – trilha Sérgio Rojas - Cliente: Grupo Zaffari.
- CD encartado Palmas para o Teatro, por Luiz Coronel – trilha Sérgio Rojas - Cliente: Grupo Zaffari.
- CD encartado Willian Shakespeare, as múltiplas faces de um gênio, por Luiz Coronel – trilha Sérgio Rojas - Cliente: Grupo Zaffari.

- A Comédia Gaúcha – Quinteto do humor pampeano

2002 - O Cavalo Verde – edição luxo e brochura com CD – Mecenas Editora
2003 - O Cachorro Azul – edição luxo e brochura com CD – Mecenas Editora
2005 - O Gato Escarlate – Mecenas Editora
2011 - Filé de Borboleta - Mecenas Editora
2017 - O dia em que o major Alarico virou estátua - Mecenas Editora
- Recitais

Em parceria com as atrizes Deborah Finochiaro, Fernanda Carvalho Leite, Sandra Dani, e os músicos Sérgio Rojas e Victor Culánys, o autor reliza shows recitais na feira do livro de Porto Alegre e múltiplas cidade do interior gaúcho. São apresentados: "A Poesia e a Música social Brasileiras", "Contando Causos", "Poemas Natalinos","Grandes Escritores", "A Revolução Farroupilha".